# Unlearn
Unlearn è un singolo del rapper statunitense Benny Blanco e della cantautrice statunitense Gracie Abrams, pubblicato il 24 marzo 2021.

## Tracce
1. Unlearn – 2:35 (Benjamin Levin, Gracie Abrams, Blake Slatkin, Julia Michaels, Michael Pollack, Henry Kwapis, Jack Karaszewski, Magnus Høiberg)

## Accoglienza
La giornalista Emily Zemler di Rolling Stone ha definito la canzone come "intima" ed "emozionante". Thomas Bleach, pubblicista di Warner Music Australia, l'ha definita "una canzone bellissima e vulnerabile per chiunque fugga nei momenti in cui probabilmente dovrebbe semplicemente restare."